# 神龍奇兵
《神龍奇兵》是由史克威爾在超級任天堂上開發的戰略角色扮演遊戲，在日本常被簡稱為Bahalag（バハラグ）。这款游戏從未在日本以外的地區發售，SFC版本於日本販賣了62萬套。由於當時史克威爾選擇與索尼合作，時任任天堂社長山內溥一怒之下決定把原本分批發售的史克威爾一次性拋售。

## 外部連結
- 史克威爾艾尼克斯的遊戲介紹頁 （页面存档备份，存于）
- 體會為人父的快樂 - 神龍奇兵(SFC) （页面存档备份，存于）